# 斥漳県
斥漳県（せきしょう-けん）は中華人民共和国河北省にかつて存在した県。現在の邯鄲市曲周県南東部に相当する。
前漢により設置された斥章県を前身とする。西晋により斥漳県と改称され、南北朝時代、北斉により廃止された。